# Seznam jezer v Severni Makedoniji
Seznam jezer v Makedoniji.
V Severni Makedoniji je danes okrog 53 večjih jezer, tako naravnih kot umetnih, akumulacijskih jezer.

## D
- Debarsko jezero
- Dojransko jezero

## G
- Globočica

## K
- Jezero Kalimanci
- Jezero Kozjak

## L
- Lipkovsko jezero

## M
- Jezero Mantovo
- Jezero Matka
- Mavrovsko jezero
- Jezero Mladost

## O
- Ohridsko jezero

## P
- Pelisterske oči (Veliko in Malo jezero na planini Baba)
- Prespansko jezero
- Prilepsko jezero

## T
- Tikveško jezero